# 海部郵便局
海部郵便局（かいふゆうびんきょく）は、徳島県海部郡海陽町にある郵便局。民営化前の分類では集配特定郵便局であった（現在は集配機能を廃止）。

## 概要
住所：〒775-0302 徳島県海部郡海陽町奥浦字町内165

## 沿革
- 1902年（明治35年）12月16日 - 鞆奥（ともおく）郵便局（三等）として開設[1][2]。
- 1956年（昭和31年）2月1日 - 海部郵便局に改称[3]。
- 1964年（昭和39年）12月16日 - 芝郵便局から和文電報配達事務を移管。
- 1970年（昭和45年）7月24日 - 電話の加入および料金に関する簡易な事務を除く電話交換業務を、牟岐電報電話局に移管。
- 1985年（昭和60年）10月1日 - 電話の加入および料金に関する簡易な事務を、牟岐電報電話局に移管。
- 2007年（平成19年）10月1日 - 民営化に伴い、併設された郵便事業阿南支店海部集配センターに一部業務を移管。
- 2012年（平成24年）10月1日 - 日本郵便株式会社発足に伴い、郵便事業阿南支店海部集配センターを海部郵便局に統合。
- 2013年（平成25年）5月20日 - 集配業務を海南郵便局に移管、無集配局となる。郵便番号を775-0399から775-0302に変更。

## 取扱内容
- 郵便、印紙、ゆうパック、内容証明
- 貯金、為替、振替、振込、国際送金、国債
- 生命保険、バイク自賠責保険
- ゆうちょ銀行ATM

## 周辺
- 海陽町海部庁舎（旧海部町役場）
- 海陽町立海部小学校
- 海陽町立海部中学校
- 海部川
  - 母川

## アクセス
- 阿佐海岸鉄道阿佐東線 海部駅から東へ約500m（徒歩約6分）
- 徳島バス 海部停留所下車
- 南部バス 海部駅前停留所下車
- 徳島県道197号鞆奥港線沿い
- 駐車場なし